# Bob Saget
Bob Saget, właśc. Robert Lane Saget (ur. 17 maja 1956 w Filadelfii, zm. 9 stycznia 2022 w Orlando) – amerykański komik-standuper, aktor, filmowiec i prezenter telewizyjny. Odtwórca roli Danny’ego Tannera w sitcomie ABC Pełna chata (1987–1995) i sequelu Netflix Pełniejsza chata (2016–2020). W sitcomie CBS Jak poznałem waszą matkę (2005–2014) pełnił rolę narratora. Jego album z 2014 roku That’s What I’m Talkin' About został nominowany do nagrody Grammy w kategorii najlepszy album komediowy.

## Życiorys

### Wczesne lata
Urodził się w rodzinie żydowskiej jako syn Rosalyn „Dolly”, administratorki szpitala, i Benjamina Mortona Sageta, dyrektora supermarketu. Miał dwie siostry – Andreę i Gay. Wychował się częściowo w Norfolk w Wirginii, gdzie przez krótki czas uczęszczał do Lake Taylor High. Ukończył Abington Senior High School w Abington w Pensylwanii. Początkowo zamierzał zostać lekarzem, zanim jego nauczycielka języka angielskiego, dostrzegła jego potencjał twórczy i namówiła go, by zaczął karierę w filmach. Studiował w szkole filmowej na Temple University.

### Kariera
W 1978 zdobył Studencką Nagrodę Akademii Filmowej za reżyserię krótkometrażowego filmu dokumentalnego Oczami Adama (Through Adam’s Eyes, 1977), zrealizowanego na Temple University na podstawie własnego scenariusza. W 1986 zadebiutował na scenie Fig Tree Theatre w Hollywood w roli Douglasa w przedstawieniu Audiencja, którego był też producentem. Rozpoznawalność wśród telewidzów przyniosła mu postać Danny’ego Tannera, wdowca wychowującego samotnie trzy córki w sitcomie ABC Pełna chata (1987–1995) i sequelu Netflix Pełniejsza chata (2016–2020). W latach 1989–1997 był pierwszym prowadzącym program telewizyjny America’s Funniest Home Videos. Został obsadzony w roli głównej Matta Stewarta w sitcomie The WB Jak wychować tatę (2001–2002) i jako Steve Patterson w sitcomie ABC Życie na przedmieściach (2009).
Występował na Broadwayu jako mężczyzna na krześle w komedii muzycznej The Drowsy Chaperone (2007) i w roli pastora Grega w komedii To była ręka Boga (2015). Grał rolę Teda w spektaklu off-Broadwayowskim Przywilej (2005).

## Życie prywatne
16 maja 1982 ożenił się z Sherri Kramer, z którą miał trzy córki – Aubrey (ur. 1987), Lary Melanie (ur. 1989) i Jennifer Belle (ur. 1992). 10 listopada 1997 doszło do rozwodu. W latach 2010–2011 był związany z Hope Dworaczyk. 30 października 2018 poślubił dziennikarkę Kelly Rizzo.
Zmarł 9 stycznia 2022 w hotelu w Orlando na Florydzie, podczas trwającej od września 2021 trasy standupowej, z powodu przypadkowego urazu głowy

## Filmografia

### Reżyseria
- 1996: For Hope
- 1998: Brudna robota
- 2000: Becoming Dick
- 2006: Farsa pingwinów
- 2018: Benjamin

### Role filmowe
- 1994: Father and Scout jako Spencer Paley (rola główna)
- 1998: Żółtodzioby jako uzależniony od kokainy
- 2000: Becoming Dick jako Bob
- 2003: Głupi i głupszy 2: Kiedy Harry poznał Lloyda jako ojciec Jessiki
- 2004: Nowy Jork, nowa miłość jako on sam
- 2005: The Aristocrats jako on sam
- 2005: Madagaskar jako zwierzę w zoo (głos)
- 2006: Kacper: Szkoła postrachu jako Dash (głos)
- 2006: Farsa pingwinów jako Carl (głos)
- 2016: A Stand Up Guy jako Mel
- 2022: Killing Daniel jako Lawrence

### Główna obsada w serialach
- 1987–1995: Pełna chata jako Danny Turner (192 odcinki)
- 2001–2002: Jak wychować tatę jako Matt Stewart (22 odcinki)
- 2005–2014: Jak poznałem waszą matkę jako narrator (206 odcinków)
- 2009: Życie na przedmieściach jako Steve Patterson (13 odcinków)

### Występy gościnne w serialach
- 1981: Bosom Buddies jako Bob the Comic
- 1983: Największy amerykański bohater jako Mack MacKay
- 1992: Zagubiony w czasie jako Mack MacKay
- 2000: Norman w tarapatach jako pan Atkinson
- 2004: Joey jako on sam
- 2004: Huff jako Butch
- 2005: Listen Up! jako Mitch
- 2005–2010: Ekipa jako on sam (4 odcinki)
- 2008–2012: The Life & Times of Tim jako partner Tima oraz Marty (łącznie 3 odcinki)
- 2011: Prawo i porządek: Los Angeles jako on sam
- 2011: Louie jako on sam
- 2014: Legit jako Bob
- 2014: Super Fun Night jako Porter Warner
- 2016: Dziadek z przypadku jako Ronnie
- 2016: Robot Chicken jako Mike O’Malley / Galactus / koleś od kablówki (głosy)
- 2016–2020: Pełniejsza chata jako Danny Turner (15 odcinków)
- 2018: Shameless – Niepokorni jako ojciec D’Amico
- 2018: The Good Cop jako Richie Knight
- 2020: The Masked Singer jako 	Squiggly Monster (3 odcinki)